# HD 139139
HD 139139（別名：EPIC 249706694）とは太陽系から107.6パーセク（351光年）の距離にある連星。ケプラー宇宙望遠鏡の延長ミッションであるK2ミッションで観測され、特殊な変光星であることが明らかになった。EPIC 249706694の名はK2ミッションのインプットカタログに基づく名称である。その変光の様態から「ランダム・トランジッター（Random Transiter）」とも呼ばれている。

## 連星系
HD 139139はHD 139139 A（以下恒星Aと表記） と HD 139139 B（以下恒星B）の2つの恒星から構成される連星系である。両者は3.3秒角（400天文単位に相当）ほど離れ、固有運動が共通している。G等級で見ると恒星Aの見かけの等級はで9.6である。
恒星Aは太陽とほぼ同じ5765±100ケルビンの有効温度を持つスペクトル型Gの恒星で、太陽より約14%半径が大きく、光度は約3割大きい。自転周期は14.5（±0.7）日と考えられている。恒星Bは主星よりおよそ3等級暗く、有効温度は4407±130ケルビンである。恒星Bについて分かっていることは少ないが、太陽より小さい典型的な主系列星と考えると、光度・温度・距離を無理なく説明できる。

## 変光
2019年7月、マサチューセッツ工科大学のソール・ラパポートらは、K2ミッションのデータに基づき、HD 139139が原因不明の特殊な変光を示していると発表した。HD 139139は、2017年8月から11月にかけてK2ミッションの「キャンペーン15 (C15)」として観測された領域内にあった。K2ミッションは惑星トランジットに伴う一時的・周期的な減光を検知することを主な目的としていた。この星の特異な変光パターンは惑星トランジットを前提とした自動処理では見過ごされたが、人力によるデータの調査で発見された。
HD 139139 の変光は惑星トランジットと同様に恒星の光度が一時的にわずかに減少するもので、減光のパターンも惑星トランジットと同様に光度曲線上でU字型を示していた。減光は87日間に渡るC15の観測期間中に28回記録され、うち26回は減光率が200±80ppmの範囲にあった。この減光は、仮に減光が恒星Aで起きているならば地球サイズの惑星、恒星Bで起きているならば木星サイズの惑星がトランジットを起こする際の減光率に相当する。惑星トランジットと異なるのは、その減光に周期性が見られないことだった。また減光の継続時間も、0.7時間から8.2時間までの広い範囲に分散していた。減光の発生間隔や継続時間に規則性は見出せなかった。これらの特徴から発見者のラパポートらはこの星を「ランダム・トランジッター (Random Transiter)」と呼んだ。
K2・C15の観測データでは恒星Aと恒星Bは混合した1つの光源として記録されている。そのため恒星Aと恒星Bのどちらで変光が起きているのかははっきりしていない。恒星Bの光による影響力は、より明るい恒星Aの光によって15倍に薄められているため、仮に恒星Bで変光が起きているのならば、このことを考慮しなければならない。

## 変光の原因
HD 139139の変光は既知のいずれの変光星にも当てはまらず、その原因は明らかになっていない。2019年の時点で、この星は別の分類不明の変光星であるKIC 8462852（別名：タビー星、ボヤジアン星）と並んで「宇宙で最も異様な星」と称されることがある。
2019年に変光を発見したラパポートらは、発見を伝える論文の中で、複数惑星系・連星の惑星系・塵のトランジットなどの9つの説を検討したものの、その大半に何らかの難点が見つかった。唯一否定的な根拠が見つからなかった恒星黒点説についても「新奇で未検証」として積極的に肯定はしなかった。
2019年7月、パリ天文台のジーン・シュナイダーは、現時点での観測に矛盾しない説明として、巨大惑星とその衛星を想定したモデルを提案した。だが彼は、新たな観測結果を受けて、同年9月に自身の説を否定した。代わりに楕円軌道にあるトロヤ惑星などの3つの説を提唱したが、原因を突き止めるにはより詳しい観測が必要と述べた。
HD139139で検出された減光は微かなものだったため、地上の望遠鏡を用いたフォローアップ観測は測光精度が足りずに困難だった。このため2021年から2022年にかけて合計12.75日間に渡るCHEOPS宇宙望遠鏡を用いた観測が行われ、2023年にその結果が発表された。CHEOPSはHD139139の条件では150ppmの測光精度を発揮した。これはK2で観測されたのと同等の減光率・継続時間のトランジットを十分に検出可能なものであったが、今回の観測で変光は検出できなかった。この結果の解釈としては以下の仮説が挙げられている、
1. HD139139の変光は期間限定で発生していたもので、その減光メカニズムはK2の観測時には働いていたが4年後のCHEOPSの観測時には働かなくなっていた
2. HD139139の減光率には長期変動があり、K2の観測からCHEOPSの観測のまでの間に減光率が小さくなり、CHEOPSの測光精度では検出不可能になった。
3. CHEOPSによる観測は断続的に行われた。このため「観測中断中に減光が起きる」ということが続いて全ての減光を偶然見逃したという可能性がある。もっとも、HD139139の減光様態（頻度・減光率・継続時間の確率分布）がK2が観測した時からCHEOPSの観測まで変わっていないと仮定すると、今回のCHEOPSのスケジュールで減光を偶然全て見逃してしまう事態が起きる確率は4.8%に過ぎないと計算されている[6]。）
4. 変光はケプラー宇宙望遠鏡固有のアーチファクトで実在しない。